# ألبرت غلاتين براون

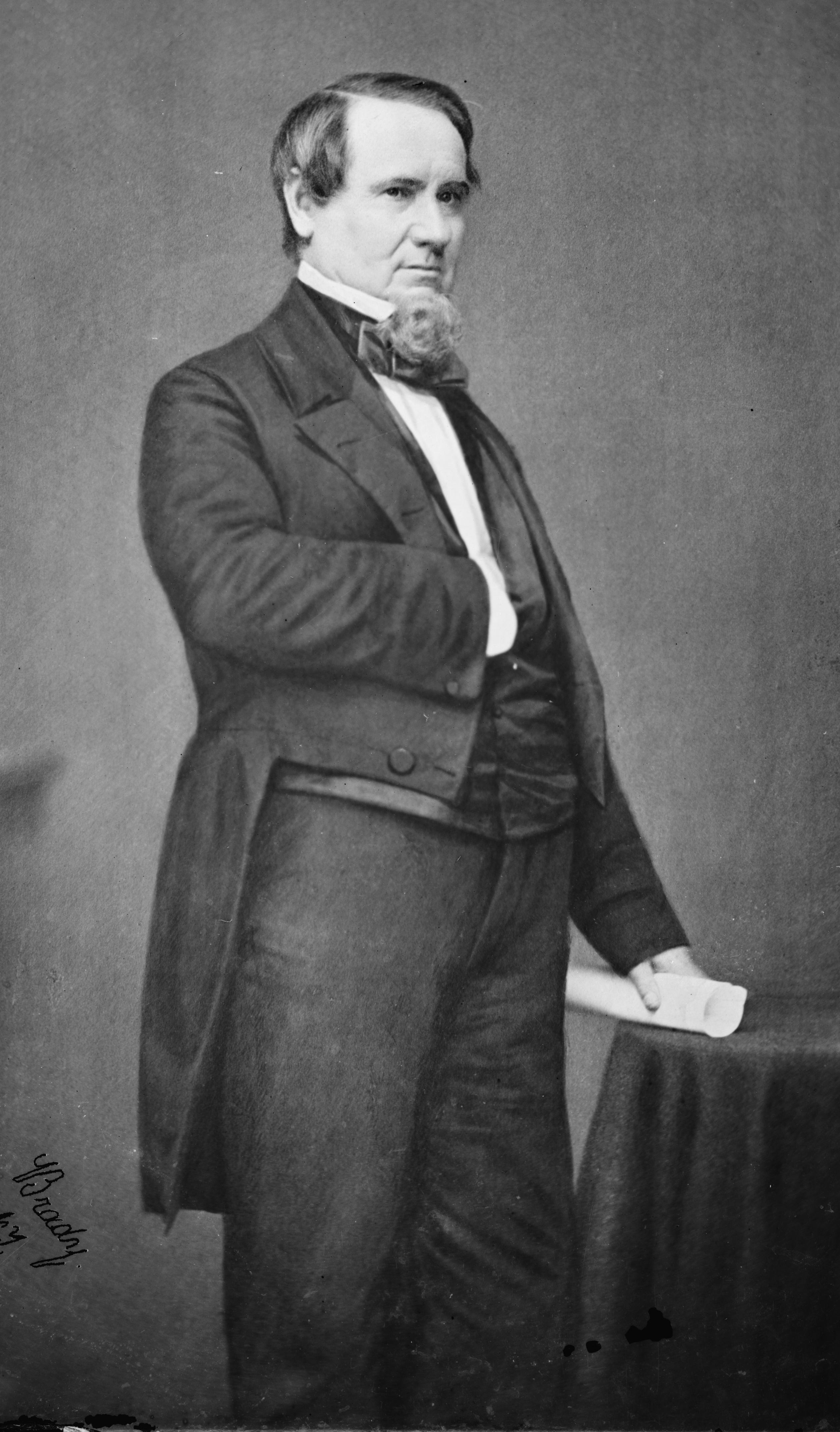
ألبرت غلاتين براون

وهو سياسي أمريكي ينتمي إلى الحزب الديمقراطي ولد ألبرت غلاتين براون في 31 أيار من سنة 1813 في مقاطعة تشيستر بولاية كارولينا الجنوبية بدا ألبرت غلاتين براون حياته المهنية في عام 1833 بصفته محامي في ولاية مسيسيبي شغل براون منصب حاكم ولاية مسيسيبي ما بين عامي 1844 إلى عام 1848 شغل براون عضوا في مجلسي الكونغرس الأمريكي ممثلا عن ولاية مسيسيبي حيث كان عضوا في مجلس النواب مرتين المرة الأولى كانت ما بين عامي 1839 إلى عام 1841 والمرة الثانية كانت من عام 1847 إلى عام 1853 ثم أصبح بعد ذلك عضوا في مجلس الشيوخ ما بين عامي 1854 إلى عام 1861 وخدم كذلك في مجلس الشيوخ للولايات الكونفدرالية الأمريكية من عام 1862 إلى عام 1865 توفي ألبرت غلاتين براون في 12 حزيران من سنة 1880 في ولاية مسيسيبي.

## حياته المهنية
خلال وقت حياته، كان ألبرت غلاتين براون من أشهر والأكثر تأثيراً في ولاية ميسيسيبي.